# Nosson Meir Wachtfogel
Nosson Meir Wachtfogel (en hébreu : נתן מאיר וכטפוגל) (né le 18 février 1910 à Kuliai, en Lituanie et mort le 21 novembre 1998 à Lakewood (New Jersey), aux États-Unis, est un rabbin orthodoxe américain, d'origine lituanienne. Il a été Mashgia'h Rou'hani (guide spirituel) à la Yechiva de Lakewood (fondée par le rabbin Aharon Kotler et connue sous le nom de Beth Medrash Govoha ou BMG). Il a contribué à la création de branches de la Yechiva de Lakewood à travers les États-Unis. Il a préconisé la création de Kolleilim communautaires. C'était un adepte du Moussar.

## Biographie
Nosson Meir Wachtfogel est né le 18 février 1910 (9 Adar I) à Kuliai, en Lituanie. Il est le fils de Moshe Yom Tov Wachtfogel (1869, Łuków (Pologne)-) et Dvora Miriam Glusznajder. Il a 2 sœurs: Sura Riva Dystelman (1868, Wierzejki, Pologne-29 novembre 1954, Montréal, Québec, Canada) et Ruth (Rochel Necha) Wachtfogel (18 mars 1903, Lietuva, Lituanie-21 janvier 1990, New York, États-Unis) et 4 frères, Max (Bentzel) Wachtfogel (10 juillet 1905, Lituanie-), David Menachem Wachtfogel (10 décembre 1912, Lietuva, Lituanie-), Hymie (Chaim Yosef) Wachtfogel (11 novembre 1916, Lietuva, Lituanie-New York, États-Unis) et Benjamin Wachtfogel (8 mars 1923, Lietuva, Lituanie-13 avril 1992, New York, États-Unis).
Il épouse Chava Shlomovitz (-décembre 2007, New Jersey, États-Unis). Ils ont 3 enfants, dont le rabbin Elya Ber Wachtfogel et Masha Wachtfogel (-février 2016),

### Jeunessse
Nosson Meir Wachtfogel est né à Kuliai, en Lituanie, où son père, Moshe Yom Tov Wachtfogel, est le rabbin. Son père est un disciple du rabbin Nosson Tzvi Finkel, l'Alter de Slobodka et un des 14 premiers étudiants de la Yechiva Eitz Chaim de Sloutsk, en Biélorussie, dirigée par le rabbin Isser Zalman Meltzer.
Nosson Meir étudie au Talmud Torah de Kelmė, en Lituanie. Son père décide d'accepter un poste de rabbin à Montréal (Québec) (Canada), au début des années 1920. Les parents immigrent au Canada mais Nosson Meir reste à Kelm pour étudier. Il rejoint ses parents lorsqu'il a 15 ans.
De Montréal, il va à New York pour étudier à l'Université Yeshiva dans le quartier de Washington Heights à Manhattan. Il y fait des études rabbiniques à la Yeshivas Rabbeinu Yitzchak Elchanan. Parmi ses condisciples se trouvent les futurs rabbins Avigdor Miller, Moshe Bick et Yehuda Davis.
Avec l'introduction d'études séculaires, quelques années plus tard, Nosson Meir réagit négativement. Il conseille aux autres élèves de quitter l'institution et d'aller en Europe étudier. Lui-même, âgé de 17 ans, va à la Yechiva de Mir, à Mir, en Biélorussie, où il reste 7 ans. Il est influencé par les maîtres du Moussar, les rabbin Yeruchom Levovitz et Yechezkel Levenstein. Il étudie également avec le rabbin Boruch Ber Leibowitz, le Rosh Yeshiva de la Yechiva de Kamyanyets (Kaminetz), en Pologne.

### Rabbin
Lorsque le rabbin Yeruchom Levovitz meurt en 1936, Nosson Meir Wachtfogel décide de retourner au Canada. Il détient son diplôme de rabbin, endossé par les rabbins Nosson Meir Wachtfogel et Shimon Shkop (rosh yeshiva de la yechiva de Grodno (Hrodna, en Pologne (aujourd'hui en Biélorussie), et Eliézer Yehouda Finkel (rosh yeshiva de la yechiva de Mir).

### New York, puis retour en Europe
Lorsque Nosson Meir Wachtfogel arrive à New York, il rencontre le rabbin Elchonon Wasserman, le Rosh Yeshiva de la Yechiva de Baranowitz à Baranavitchy (aujourd'hui en Biélorussie), venu aux États-Unis pour lever des fonds, qui lui conseille de retourner immédiatement en Europe et d'étudier au Talmud Torah de Kelmė, en Lituanie, dont l'enseignement est orienté vers le Moussar. Il va à Kelmė, où il reste pendant plus de 3 ans. Il étudie avec le rabbin Daniel Movshovitz. La Seconde Guerre mondiale éclate mais il reste à la Yechiva. Il se fiance avec Chava Shlomowitz, la fille du rabbin Yisrael Zalman Shlomowitz, rabbin de Geniendz, diplômée du séminaire de Sarah Schenirer, à Cracovie, en Pologne.

### Seconde Guerre mondiale
En juin 1940, l'armée rouge envahit Kelmė. Nosson Meir Wachtfogel, sa fiancée, Chava Slomowitz, et un autre canadien qui étudie à Kelmė, le rabbin Shmuel Shecter, l'épouse et la fille du rabbin Eliyahu Eliezer Dessler, et des étudiants de la Yechiva de Telshe, joignent un groupe de citoyens britanniques bloqués dans cette ville,qui vont à Kaunas pour échapper vers l'Australie.
Le départ a lieu le jour du Chabbat, le 26 octobre 1940, par train de Moscou vers Riga, en Lettonie, puis le lendemain par le Transsibérien vers Vladivostok, en Sibérie, un trajet de 9 jours, avec pour nourriture des fruits et du thé. De Vladivostok le voyage vers Brisbane en Australie, par navire à vapeur, dure 4 semaines et demie, avec pour alimentation des sardines, des œufs et des tomates. Ils se dirigent ensuite vers New York.

### Le premierKollelen Amérique
Nosson Meir Wachtfogel et 19 autres jeunes hommes mariés fondent, au printemps de 1942, le premier Kollel en Amérique, le Beth Medrash Govoha, à White Plains, au-dessus de New York. Le rabbin Aharon Kotler accepte la direction mais demande la relocalisation à Lakewood au New Jersey. Il demande aussi que les jeunes hommes non-mariés soient également admis.
En 1943, Nosson Meir Wachtfogel devient le Mashgia'h Rou'hani (guide spirituel) à la Yechiva de Lakewood, poste qu'il occupe pendant plus d'un demi siècle, jusqu'à son décès. Le fils et le petit-fils Aharon Kotler, dirigent successivement la Yechiva: les rabbins Shneur Kotler et Malkiel Kotler.
Il contribue à l'établissement de branches de la Yechiva de Lakewood dans différentes villes: Montréal (Québec) (Canada), Boston (Massachusetts), Long Beach (New York), Scranton (Pennsylvanie), Miami Beach (Floride), Deal (New Jersey), Mexico (Mexique) et Melbourne (Australie).

### Mort
Nosson Meir Wachtfogel est mort le 21 novembre 1998 (2 Kislev) à Lakewood (New Jersey). Il est enterré cimetière Har HaMenuchot sur le Mont des Répits à Jérusalem.

## Œuvres
- (he) Kovetz Sichos Vol. 1-6
- (he) Leket Reshimot B'inyanei Beit Hamikdash (sur Les trois semaines)
- (he) Leket Reshimot B'inyanei Chanukah (sur Hanoucca)
- (he) Leket Reshimot B'inyanei Elul v'Yamim Nora'im (sur Eloul et les Yamim Noraïm)
- (he) Leket Reshimot B'inyanei Tefillah (sur la Prière dans le judaïsme)
- (he) Noam Hamusar (Agréabilité de la réprimande)